# Malpeque Bay
Malpeque Bay é um município rural canadense localizado no Condado de Queens e no Condado de Prince, na Ilha do Príncipe Eduardo. A população no censo de 2016 era de 1.030 pessoas.